# Fynup-Ratio
Die Fynup-Ratio ist eine Kennzahl zur Messung der Qualität von Investmentfonds relativ zu einem vorgegebenen Fonds-Universum. Die Fynup-Ratio wurde im Zeitbereich 2018 – 2020 von Forschungsgruppen an der Johannes Kepler Universität Linz entwickelt und beruht auf Techniken aus dem Bereich der Künstlichen Intelligenz. Erste Implementierungen der Fynup-Ratio wurden in Portfolio-Selektions-Software umgesetzt. Theoretisch im Detail beschrieben wurde das Konzept der Fynup-Ratio erstmals in der Monographie „G. Larcher: Quantitative Finance: Strategien, Investments, Analysen. Springer Gabler, 2020“, Kapitel 10.

## Formale Darstellung
Der Ansatz der Fynup-Ratio liefert keinen eindeutig definierten Wert, sondern eine Maßzahl für die Stellung der Qualität eines Investmentfonds innerhalb eines Fonds-Universums. Die Fynup-Ratio erweist sich nur dann als aussagekräftige Größe, wenn das Vergleichsuniversum sehr umfangreich und vollständig ist, und für die Fonds des Vergleichsuniversums umfangreiche und in die Vergangenheit reichende historische Performance-Daten vorhanden sind.
Diese historischen Daten werden in einem ersten Schritt mittels KI-Algorithmen dahingehend analysiert, inwieweit sie in der Vergangenheit positiven Einfluss auf die nachfolgende Performance der Fonds hatten. Damit wird versucht, diejenigen Eigenschaften von Fonds zu identifizieren, die für eine positive Entwicklung in der Vergangenheit von größter Relevanz waren.
In einem zweiten Schritt wird dann überprüft, inwieweit und in welchem Umfang der konkrete zu beurteilende Fonds aktuell über die relevanten Eigenschaften verfügt. Daraus errechnet sich dann die Maßzahl der Fynup-Ratio.
Der Wert der Fynup-Ratio liegt zwischen 0 % und 100 %. In großen Vergleichsuniversen von Investmentfonds liegt die Fynup-Ratio überwiegend im Bereich von 30 % bis 80 %.
Informell bedeutet eine Fynup-Ratio von  x %, dass der bewertete Investmentfonds zu circa x % über die Eigenschaften verfügt, die durch die Voranalyse des Fonds-Universums als relevant identifiziert wurden.
Umfangreiche Tests haben gezeigt, dass mit Hilfe der Fynup-Ratio die Prognose zukünftiger Performance von Fonds um bis zu 35 % gegenüber herkömmlichen Prognosemethoden (z. B., auf Basis historischer Sharpe-Ratio oder auf Basis historischer Renditen) verbessert werden kann.

## Weblink
- Artikel zur Kennzahl auf der Website von Fynup